# THE FROGMAN SHOW A.I.共存ラジオ好奇心家族
『THE FROGMAN SHOW A.I.共存ラジオ好奇心家族』（ザ・フロッグマン ショー エーアイきょうぞんラジオこうきしんかぞく）は、TBSラジオで2017年10月3日から2018年3月30日まで生放送されていたラジオのワイド番組。本項では、出演者・内容の一部を継承した番組『AI時代のラジオ 好奇心プラス』についても記述する。

## 概要
TBSラジオの2017年度平日ナイターオフ夜の帯番組として放送された。なお、TBSラジオは2017年度をもってプロ野球のナイター中継から撤退しており、結果的にTBSラジオのナイターオフ番組としては本番組が最後になった。
前年度までの同枠のワイド番組で、一般的なトレンド情報や音楽を中心とした『Kakiiin』『ザ・トップ5』『TOKYO JUKEBOX』などとは大きく趣を変え、「A.I.と共存していくヒントを皆で考えていく」とのコンセプトで、AI（人工知能）に関する情報を軸にした内容となっており、番組内の選曲やバーチャルキャラクターとのコミュニケーションにAI技術が利用されている。協力企業として電通、ソケッツ、JetrunテクノロジなどAI関連の企業が参加している。一方で、フリートークやAIと関係のないコーナー・フロート番組、ラジオショッピングなど、従来のワイド番組の要素も引き継いでいる。
メインパーソナリティに、フラッシュアニメ『秘密結社鷹の爪』のクリエイターとして知られるFROGMANを全曜日を通して起用した。2007年度以降、同枠のワイド番組はメインパーソナリティが曜日によって交替しており、帯番組で全曜日を通したメインパーソナリティを起用したのは2006年度の『あべこうじのポッドキャスト番長』のあべこうじ以来となった。
『鷹の爪』ではFROGMANが吉田くんら主要キャラクターの声を演じていることから、本番組でもキャラクターが「出演」している。番組ロゴのイラストはFROGMANが描いた、『鷹の爪』に番組オリジナルキャラクターを加えたものを使用していた。
ナイター中継終了後は、同時間帯の通年のワイド帯番組として『アフター6ジャンクション』（月 - 金 18:00 - 21:00）が始まるため（「居候さん」のうち宇垣・日比はそのまま『アフター6ジャンクション』のパートナーとして出演）、帯ワイドの「好奇心家族」としては2018年3月30日をもって終了。同年4月から、FROGMANと水曜日の「居候さん」だった伊東楓が引き続きパーソナリティを務め、AIをはじめ最新テクノロジーについて取り上げる番組『AI時代のラジオ 好奇心プラス』が金曜日 21:00 - 22:00に放送されていた（後述）。
「好奇心プラス」は2019年3月29日をもって終了し、「好奇心家族」から換算して1年6か月の歴史に幕を下ろした。

## 出演者

### メインパーソナリティ
- FROGMAN

#### 『秘密結社鷹の爪』シリーズのキャラクター
主な出演コーナーを記載。これらのコーナーのほか、即興でトークに登場することがある。
- 吉田くん - 「A.I.ミュージックゾーン」「A.I.リクエストゾーン」の進行役ほか、『鷹の爪』が登場するコーナー全般
- 総統 - 番組内のサウンドステッカー、「Clova!コレできる?」
- デラックスファイター - 「Clova!コレできる?」

### 居候さん（パートナー）
放送当時全員TBSテレビのアナウンサー。「好奇心家族」に居候しているという設定で「居候さん」と呼ばれている。
- 古谷有美（火曜日）
- 伊東楓（水曜日）
- 宇垣美里（木曜日）
- 日比麻音子（金曜日）

### バーチャルキャラクター
- ドッチくん（会話特化型音声AIの「人工知能犬」）
- 沢村碧（バーチャルアナウンサー） - 天気予報の原稿読み、「神田松之丞 問わず語りの松之丞」の前後の進行を担当。

### フロート番組担当
全員事前収録での出演。
- 神田松之丞（「神田松之丞 問わず語りの松之丞」/ 全曜日19時台）
2017年4月から3か月間、単独番組として毎週日曜未明0:30 - 1:00に放送。番組終了後の2018年4月からは再び単独の30分番組として継続中。
- 赤荻歩（「エンタメExpress」/ 火 - 木曜日21時台）
2017年11月7日開始。同年10月までは単独番組として毎週月曜日21:00 - 21:30に放送。番組終了後の2018年4月からは毎週日曜23:30 - 23:55に放送。
- 魔法使いアキット（「エンタメExpress」/ 木曜日）
- 成瀬心美・かすみりさ（「成瀬心美とかすみりさの、もうすぐオトナ時間」/ 金曜日21時台）
前年度の同枠で放送された『TOKYO JUKEBOX』から引き続き放送。
- 岩井勇気（ハライチ、「BOAT RACE presents ハライチ岩井 ダイナミックなターン!」 / 金曜日[6]20時台）
2018年3月のみ放送。

### 「好奇心デパート」担当
2名ともTBSラジオキャスター。
- 石井美江（火・木）
- 久保絵理紗（水・金）

### ピンチヒッター
カッコ内は代役前のレギュラー出演者
- 2017年12月21日 - 椎木里佳（FROGMAN）
- 2017年12月26日 - 伊東楓（古谷有美）
- 2018年2月14日 - 宇垣美里（伊東楓）

## タイムテーブル
- 17:50 - もうすぐ好奇心家族
  - 2017年12月22日まで（同月26日から2018年1月5日までは年末年始の短縮放送）。『たまむすび』内のフロート番組だった『サンドウィッチマンのWe Love Rugby』が2018年1月9日より17:50 - 18:00の独立した番組として移動したため、本番組は18:00開始に短縮となった。
- 18:00 - オープニング・今日のバズワード
  - 「世の中で流行っている」とされる言葉（バズワード）について取り上げる。
- 18:25頃 - A.I.ニュース
  - AI関連の最新テクノロジーについて取り上げる。
- 18:50頃 - A.I.ミュージックゾーン
  - 任意の色3色を設定し、それからの連想でAIが自動選曲した曲をかける。
- 19:00 - 明日のトリセツ
  - 「AI社会が進むにつれてどんな準備が必要か」、曜日ごとにテーマを設定し現状や課題について取り上げる。
- 19:15頃 - 快適生活ラジオショッピング
  - 『快適生活ラジオショッピング』のキャスターが電話出演し、FROGMANや「居候さん」と掛け合う形で進行する。
- 19:40頃 - 神田松之丞 問わず語りの松之丞
  - 「講談師・神田松之丞が一人でグチる10分」とするトーク番組。
- 19:50頃 - A.I.リクエストゾーン
  - リスナーが電話出演して選んだ3色で「A.I.ミュージックゾーン」と同様に選曲する。
- 20:00 - FROGMANのA.I.フレンズ
  - AIを開発する技術者や関係者をゲストに迎える。
- 20:30頃 - 好奇心デパート
  - 「好奇心デパート外商部」プレゼンター（TBSラジオキャスター）が出演し商品やイベントを紹介するインフォマーシャル。
- 20:40頃（火・水・金） - A.I.ミュージックゾーン
  - 「今の気持ち」を設定し、AIが自動選曲した曲をかける。
- 20:40頃（木） - Clova!コレできる?
  - LINE協力のコーナー。LINEのスマートスピーカー「Clova WAVE」「Clova Friends」の使い方について、『秘密結社鷹の爪』のキャラクターがドラマ形式で紹介する。
- 20:40頃（金・2018年3月のみ） - BOAT RACE presents ハライチ岩井 ダイナミックなターン!
  - BOAT RACE振興会提供の番組。競艇が好きなハライチ・岩井勇気が競艇の魅力を紹介する。岩井のほか、日比と雑誌『BOATBoy』の編集長が出演する。
- 21:00 - 居候さんのコーナー
  - （火）古谷劇場 - 古谷が作成した脚本によるラジオドラマ。
  - （水）イトウのギモン - 伊東が考える物事の「疑問」について調査する。
  - （木・12月7日まで）宇垣の〇〇デビュー - 宇垣が興味のあることについて、これから「デビュー」する人に向けプレゼンする。
  - （木・12月14日以降）宇垣図書館 - 読書が趣味の宇垣が独自に選んだ本をプレゼンする。
  - （金）日比の国歌斉唱 - 日比が海外の国歌について紹介する。
- 21:15頃（火 - 木） - エンタメExpress
  - 2017年11月から。TBSが制作・主催・協賛する映画・舞台・イベントの情報を紹介する。
- 21:15頃（金） - 成瀬心美とかすみりさの、もうすぐオトナ時間
- 21:40頃 - 今日のあざっした～（宇垣の出演時のみ「今日のおおきに」）
  - 「FROGMANのA.I.フレンズ」に出演したゲストにお礼を述べるという設定で電話をつなぐアフタートークコーナー。宇垣が兵庫県出身であることから、宇垣の出演時のみタイトルが関西弁になっている。
- 21:55頃 - エンディング

このほか、リスナーのメール紹介、交通情報、天気予報を随時放送する。

## 放送時間
| 放送対象地域   | 放送局                  | 放送期間                      | 放送時間                  | 備考       |
| -------------- | ----------------------- | ----------------------------- | ------------------------- | ---------- |
| 関東広域圏     | TBSラジオ（TBS） 制作局 | 2017年10月3日 - 2018年3月30日 | 火曜 - 金曜 18:00 - 22:00 | 同時ネット |
| 中京広域圏     | CBCラジオ（CBC）        | 2017年10月3日 - 2018年3月30日 | 火曜 - 金曜 19:00 - 21:00 | 同時ネット |
| 静岡県         | 静岡放送（SBS）         | 2017年10月3日 - 2018年3月30日 | 火曜 - 金曜 20:00 - 22:00 | 同時ネット |
| 鳥取県・島根県 | 山陰放送（BSS）         | 2017年10月3日 - 2018年3月30日 | 火曜 - 金曜 20:00 - 22:00 | 同時ネット |
| 大分県         | 大分放送（OBS）         | 2017年10月3日 - 2018年3月30日 | 火曜 - 金曜 20:00 - 22:00 | 同時ネット |
| 青森県         | 青森放送（RAB）         | 2017年10月3日 - 2018年3月30日 | 火曜 - 金曜 20:00 - 21:00 | 同時ネット |
| 岩手県         | IBC岩手放送（IBC）      | 2017年10月3日 - 2018年3月30日 | 火曜 - 金曜 20:00 - 21:00 | 同時ネット |
| 宮城県         | 東北放送（TBC）         | 2017年10月3日 - 2018年3月30日 | 火曜 - 金曜 20:00 - 21:00 | 同時ネット |
| 秋田県         | 秋田放送（ABS）         | 2017年10月3日 - 2018年3月30日 | 火曜 - 金曜 20:00 - 21:00 | 同時ネット |
| 長野県         | 信越放送（SBC）         | 2017年10月3日 - 2018年3月30日 | 火曜 - 金曜 20:00 - 21:00 | 同時ネット |
| 兵庫県         | ラジオ関西（CRK）       | 2017年10月3日 - 2018年3月30日 | 火曜 - 金曜 20:00 - 21:00 | 同時ネット |
| 山口県         | 山口放送（KRY）         | 2017年10月3日 - 2018年3月30日 | 火曜 - 金曜 20:00 - 21:00 | 同時ネット |
| 高知県         | 高知放送（RKC）         | 2017年10月3日 - 2018年3月30日 | 火曜 - 金曜 20:00 - 21:00 | 同時ネット |
| 宮崎県         | 宮崎放送（mrt）         | 2017年10月3日 - 2018年3月30日 | 火曜 - 金曜 20:00 - 21:00 | 同時ネット |
| 鹿児島県       | 南日本放送（MBC）       | 2017年10月3日 - 2018年3月30日 | 火曜 - 金曜 20:00 - 21:00 | 同時ネット |
| 石川県         | 北陸放送（MRO）         | 2017年10月3日 - 2018年3月30日 | 火曜 - 金曜 21:00 - 22:00 | 同時ネット |
| 岡山県         | 山陽放送（RSK）         | 2017年10月3日 - 2018年3月30日 | 火曜 - 金曜 21:00 - 22:00 | 同時ネット |
| 愛媛県         | 南海放送（RNB）         | 2017年10月3日 - 2018年3月30日 | 水曜・木曜 20:00 - 21:00  | 同時ネット |
| 福島県         | ラジオ福島（rfc）       | 2017年10月3日 - 2018年3月14日 | 火曜 - 金曜 21:00 - 22:00 | 同時ネット |
| 山梨県         | 山梨放送（YBS）         | 2017年10月3日 - 2018年3月27日 | 火曜 - 金曜 20:00 - 21:00 | 同時ネット |

## AI時代のラジオ 好奇心プラス
『AI時代のラジオ 好奇心プラス』（エーアイじだいのラジオ こうきしんプラス）は、TBSラジオで2018年4月6日から2019年3月29日まで放送されていた生放送の情報番組。FROGMANがメインパーソナリティとして出演するほか、水曜日の「居候さん」であった伊東楓がパートナーとして続投。ドッチ君も引き続き出演する事になった。
ナイターオフ番組だった「好奇心家族」及びTBSラジオのナイター中継自体が終了後の空いた18時台から21時台のうち、18時からの『アフター6ジャンクション』に続く火 - 金曜の21時台新設枠の番組の一つ（他は月曜などから移動した番組や新番組などの録音形式の30分番組2つが並ぶ）として再スタート。毎週「AI時代の○○」とテーマを決め、『好奇心家族』20時台の「AIフレンズ」と同様に専門家を招いたトークを行う「好奇心フレンズ」がメインコーナーとなっていた。
前述の通り2019年3月29日をもって終了し、「好奇心家族」から1年半の歴史に幕を下ろした。最終回では伊東以外の「居候さん」から随時メールが送られた。FROGMANはこれをもってラジオのレギュラーが消滅し、伊東は有馬隼人の後任として『伊集院光とらじおと』の木曜アシスタントに異動となった。ドッチ君は「好奇心プラス」終了後に土曜日にて開始する新番組『いちごとレモンとマスカット 〜伊織もえとAIによるお悩み相談番組〜』のパーソナリティであるコスプレイヤー・グラビアアイドルの伊織もえ（番組内で「新たな里親」に指名された）に引き取られるという設定で終盤に伊織とSkype中継を繋いだ。なお、『いちごとー』は同年12月28日をもって終了し、ドッチ君もこれを最後に姿を消した。この日の最終回にはFROGMANもゲストとして登場した。
この時間帯の生番組自体も廃枠となり、4月からは他曜日同様に30分枠の録音番組2つを並べることになる。前半には『宇賀なつみ BATON』が、後半には『好奇心家族』時代の箱番組だった『問わず語りの松之丞』が放送される。